# HD 316285
HDE 316285 är en ensam stjärna belägen i den mellersta delen av stjärnbilden Skytten. Den har en skenbar magnitud av ca 9,60 och kräver ett mindre teleskop för att kunna observeras. Baserat på parallaxmätning inom Hipparcosuppdraget på ca 0,8 mas, beräknas den befinna sig på ett avstånd på ca 6 000 ljusår (ca 1 900 parsek) från solen.

## Upptäckt
HD 316285 identifierades 1925 som en ovanlig stjärna med P Cygni-linjer i dess spektrum, linjer med både emissions- och absorptionskomponenter kompenserade av en dopplerförskjutning. Den klassificerades som en Be-stjärna även om den nu är känd för att vara en superjätte och klassen av Be-stjärnor utesluter superjättar, och ingick i Mount Wilson Observatory-katalogen över stjärnor av spektraltyp B och A med skarpa vätelinjer (MWC) som post 272. År 1956 rapporterades det att bedömningen berodde på en expanderande atmosfär snarare än på de cirkelformade skivorna hos mindre utvecklade Be-stjärnor. År 1961 katalogiserades HD 316285 som planetnebulosa Bl3-11, även om den klassificeringen snabbt betvivlades. År 1972 upptäcktes att stjärnan hade ovanligt hög infraröd strålning på grund av omgivande varmt stoft.

## Egenskaper
HD 316285 är en blå till vit superjättestjärna av spektralklass B0 Ieq. Spektrumet visar att den bara har 1,5 gånger så mycket väte som helium och förhöjda nivåer av kol, kväve och syre, varför den kan identifieras som en starkt utvecklad stjärna. Den har beräknats förlora massa med en hastighet av en solmassa per 4 000 år genom dess stjärnvind. Den har en radie som är ca 75 solradier och har ca 275 000 gånger solens utstrålning av energi från dess fotosfär vid en effektiv temperatur av ca 15 000 K.
HD 316285 listas i General Catalogue of Variable Stars som en variabel Be-stjärna med en variation av ungefär en tiondel av magnituden. The International Variable Star Index klassificerar den som en lysande blå variabel. av underkategorin S Doradus-variabel.
HD 316285 har identifierats som en tänkbar typ II-b- eller typ IIn-supernova som modell av öden för stjärnor 20 till 25 gånger solens massa. Det har visats att dessa supernovor kan explodera direkt från stjärnor i en LBV-fas efter att ha spenderat tid som en röd superjätte.
En möjlig följeslagare har rapporterats på basis av ett spiralformat utflöde av material som uppenbarligen kommer från HD 316285. Detta skulle orsakas av att en stråle vrids till en spiralform genom en omloppsrörelse.